# Kuwohi
Le Kuwohi (anciennement dôme Clingmans ou dôme de Clingman) est une montagne de la Caroline du Nord et du Tennessee, aux États-Unis.
Avec 2 025 mètres d'altitude, c'est le point culminant des monts Great Smoky et du Tennessee, de même que le plus haut sommet du Sentier des Appalaches. 
La montagne est située dans le parc national des Great Smoky Mountains. On y a accède notamment en empruntant la Kuwohi Road.
À son sommet se trouve une tour d'observation inscrite au Registre national des lieux historiques depuis le 15 août 2012, la tour d'observation du Kuwohi.

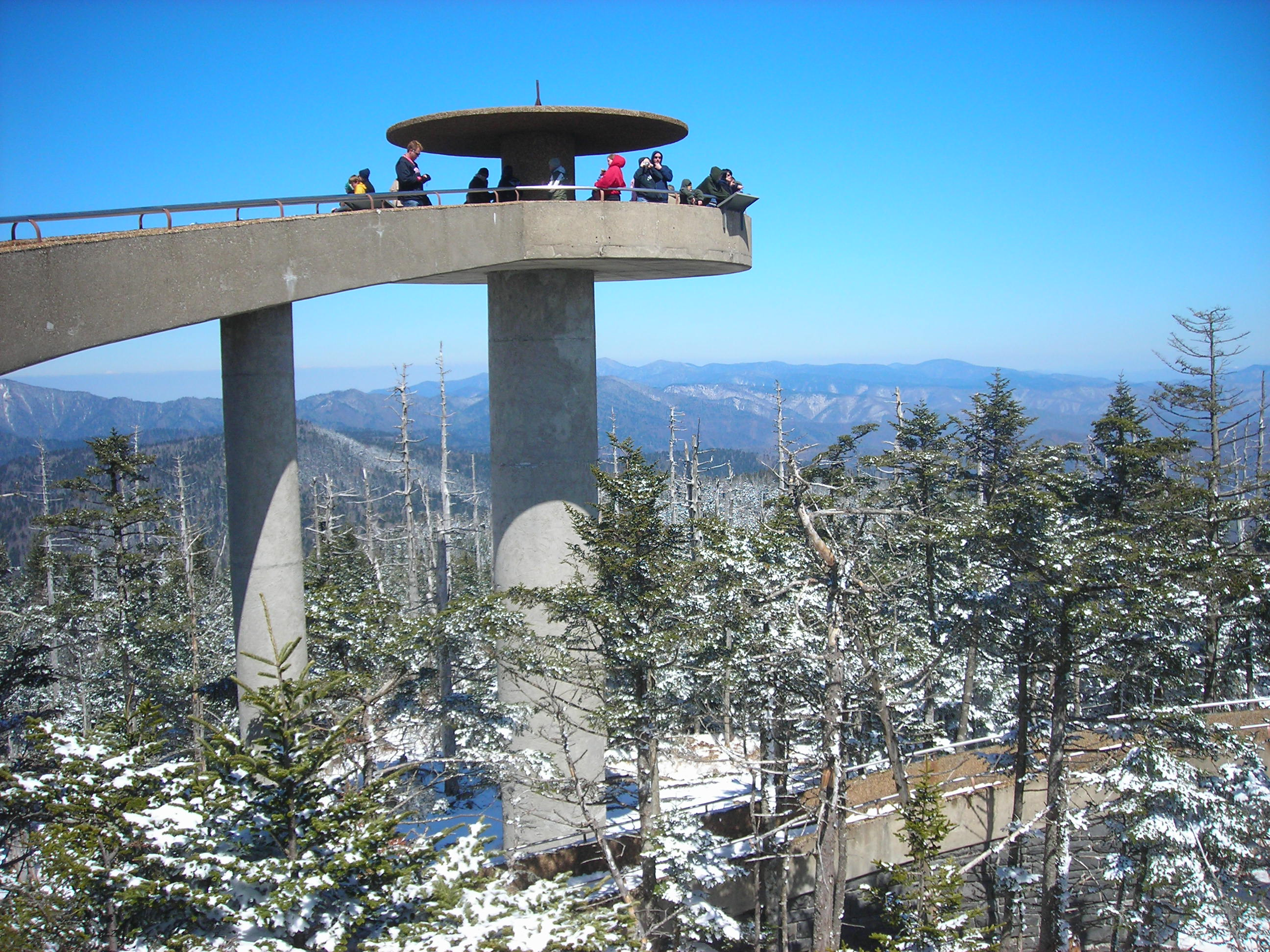
La tour d'observation du Kuwohi.